# Sorbie Tower

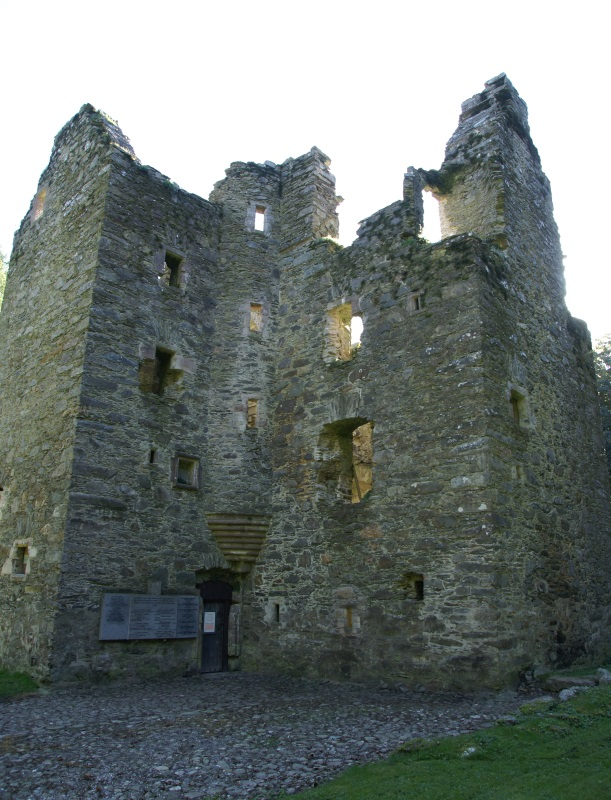
Sorbie Tower vanuit het zuidoosten met ingang en traptoren.

Sorbie Tower, ook Sorbie Castle genoemd, is (de ruïne van) een zestiende-eeuws kasteel, gelegen 3,2 kilometer ten westen van Garlieston en 1,6 kilometer ten oosten van Sorbie in de Schotse regio Dumfries and Galloway. 

## Geschiedenis
Het eigendom van het land waarop Sorbie Tower staat ging in 1529 of eerder over van Whithorn Abbey naar de familie Hannay, die Sorbie Tower bouwde. Deze familie was in een vete verwikkeld met de familie Murray van Broughton en vocht mee in conflicten tussen de families Stewart van Garlies, Kennedy en Dunbar. In 1640 werd John Hannay tijdens een ruzie gedood; de familie ging bankroet en in de jaren zeventig van de zeventiende eeuw werd het kasteel verkocht aan de familie Stewart van Garlies, graven van Galloway. Tot 1740 werd het kasteel bewoond, waarna het verviel tot een ruïne. Leden van de clan van Hannay hebben het kasteel later geconsolideerd.

## Bouw
Het kasteel heeft een L-vormige plattegrond, waarbij de ingang zich bevindt in de hoek van de "L". 
Het hoofdblok is 12,3 meter bij 7,3 meter groot; de vleugel 6 meter bij 7,8 meter.
De woontoren, het hoofdblok, had vier verdiepingen en een zolder. De vleugel met traptoren in de zuidoostelijke hoek was een verdieping hoger. 
De begane grond van het hoofdblok was voorzien van een gewelf en had twee opslagruimtes in het zuidelijk deel. De noordelijke ruimte met gerestaureerde haard was in gebruik als keuken. De grote hal bevond zich op de eerste verdieping en had aan de oostzijde een grote haard.

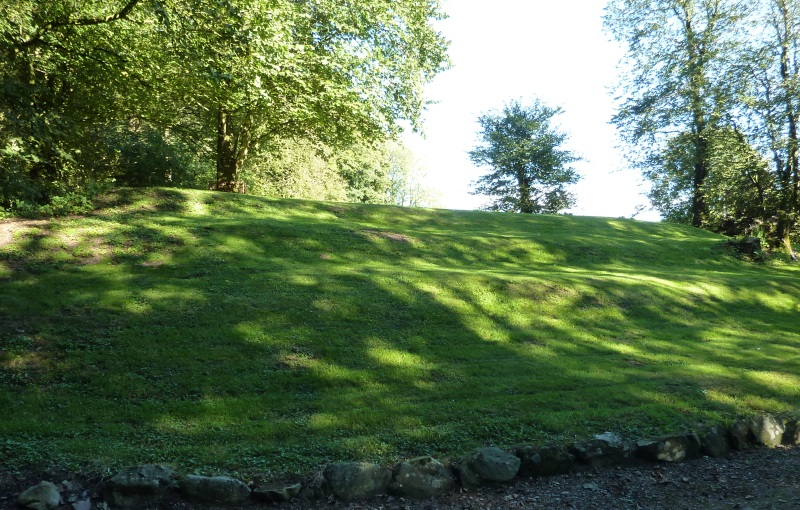
Sorbie Motte.

Vlak bij het kasteel liggen de resten van de twaalfde-eeuwse motte, bekend onder de naam Sorbie Motte. De motte bestaat uit een artificiële verhoging van vijf vierkante meter. Geologisch onderzoek in 1996 gaf indicaties voor een houten bouwsel op de motte en sporen van een houten hangbrug en andere bouwsels werden aan de noordoostelijke zijde van de motte gevonden.

## Beheer
Sorbie Tower wordt sinds 1963 beheerd door The Clan Hannay Society.